# Бенсенвил (Илиноис)
Бенсенвил (енгл. Bensenville) град је у америчкој савезној држави Илиноис.

## Демографија
По попису из 2010. године број становника је 18.352, што је 2.351 (-11,4%) становника мање него 2000. године.
| Група             | 2000.          | 2010.         |
| Белци             | 10.779 (52,1%) | 7.857 (42,8%) |
| Афроамериканци    | 579 (2,8%)     | 646 (3,5%)    |
| Азијати           | 1.318 (6,4%)   | 888 (4,8%)    |
| Хиспаноамериканци | 7.690 (37,1%)  | 8.781 (47,8%) |
| Укупно            | 20.703         | 18.352        |